# Eric Motley
Eric Motley (Montgomery, 1972) è un funzionario statunitense, vicepresidente esecutivo e segretario generale dell'Aspen Institute.

## Biografia
Trascorse la propria infanzia nella comunità di Madison Park, a Montgomery, nello Stato dell'Alabama.
Dopo essersi laureato nel '96 in Scienze Politiche e Filosofia alla Samford University di Homewood, vinse una borsa di studio del Rotary Club International che gli permise di accedere all'Università di St Andrews, dove conseguì un Master in Lettere in Relazioni internazionali e un dottorato in Relazioni Internazionali.
Subito dopo aver conseguito il dottorato, all'età di 27 anni, entrò a far parte dello staff della Casa Bianca come vicedirettore associato dell'Ufficio del personale presidenziale. Era la più giovane figura scelta dall'amministrazione di George W. Bush. Nel 2001, gestì in tale veste il processo di selezione  e nomina alla Casa Bianca di oltre 1.200 risorse confermate dal presidente, fra commissari e consiglieri consultivi.
Ricoprì il ruolo di direttore esecutivo dei programmi nazionali, di vicepresidente e direttore generale del programma Henry Crown Fellows Program, nonché direttore esecutivo della commissione della Fondazione Aspen-Rockefeller per riformare il processo di nomina federale.
Prima di entrare a far parte dell'Aspen Institute, fu nominato direttore dell'Ufficio per l'accoglienza degli ospiti internazionali presso l'Ente degli affari educativi e culturali del Dipartimento di Stato degli Stati Uniti, nel quale era al vertice di uno staff di 100 persone, con un budget assegnato che era superiore agli 80 milioni di dollari.
Collezionista di libri attivo nelle arti e nelle discipline umanistiche, Motley siede in vari direttivi nazionali e di Washington, DC. A giugno del 2006, il Washington Post ha pubblicato la sua biografia all'interno della serie Being a Black Man in America.